# 三日月蹴り
三日月蹴り（みかづきげり）は、空手、ムエタイ、キックボクシングなどの格闘技で用いられている蹴り技の一種である。

## 概要
左足を上げて相手の右脇腹にある肝臓に親指の付け根の中足を当てる。右足で蹴って脾臓などを狙う場合もあるが、基本的に相手の肝臓を狙う技であるため、左足で蹴ることが多い。

## 長所
- 相手の膝によるガード（カット）をすり抜けて当てることができる。
- 前蹴りでは狙いづらい肝臓を打ちやすい。
- 相手の胴体の真横から大回りに蹴る回し蹴りやミドルキックと比べて、技の出や戻りが早い。相手から蹴り足を掴まれたり軸足をタックルされにくい。

## 短所
- 肝臓や脾臓など外から見えない急所の内臓をピンポイントで打ち抜くのは難しく万人に勧められる技とはいえない。
- 前蹴りや回し蹴りなどに比べて打点がずれることがあるので爪先を痛めやすい。また、相手のガードしている腕の肘と足の甲がぶつかりやすく自らが負傷する可能性がある。

## その他
この項で説明しているのはフルコンタクト空手やキックボクシング、総合格闘技などで一般的に「三日月蹴り」と呼ばれる極真空手由来の技であり、伝統派空手や少林寺拳法ではそれぞれにおいて「三日月蹴り」と呼ばれる違う技が存在している。